# Dones en geologia
Dones en geologia es refereix a la història i les contribucions de les dones al camp de la geologia. Hi ha una llarga història de dones en el camp, però han tendit a estar poc representades. En l'època anterior al segle XVIII, la ciència i la ciència geològica no s'havien formalitzat com ho farien més tard. Per tant, els primers geòlegs tendeixen a ser observadors i col·leccionistes informals, tant si eren homes com dones. Exemples notables d'aquest període inclouen Hildegarda de Bingen que va escriure obres sobre pedres i Barbara Uthmann que va supervisar les operacions mineres del seu marit després de la seva mort. La senyora Uthmann també era familiar de Georg Agricola. A més d'aquests noms, diverses dones aristocràtiques tenien col·leccions científiques de roques o minerals.
Al segle xix va sorgir una nova classe professional de geòlegs que incloïa dones. En aquest període, els britànics tendeixen a tenir moltes més dones importants per a la geologia. El 1977 es va constituir l'Association for Women Geoscientists.

## Cronologia de les dones en geologia
- 1642: Martine Bertereau, primera dona mineralogista registrada, va ser empresonada a França per sospita de bruixeria.[4]
- 1824: Emma Hart Willard va publicar Ancient Geography com a suplement al System of Universal Geography de Woodbridge.[5]
- 1833: Mary Austin Holley va comentar i publicar sobre els sòls, els recursos hídrics, els minerals i les muntanyes de la regió de Texas.[6]
- 1841: Orra White Hitchcock, Sarah Hall i la senyora Brooks van ser de les primeres dones a il·lustrar publicacions geològiques.[7]
- 1865: Elizabeth Carne va ser escollida la primera dona membre de la Royal Geological Society of Cornwall.[8]
- 1866: El treball de la senyora Myers, Kate Andrews i Harriet Huntsman va aparèixer als informes d'enquesta d'Illinois, Ohio i Kansas, respectivament.[7]
- 1889: Mary Emilie Holmes es va convertir en la primera dona de la Geological Society of America.[9]
- 1893: Catherine Raisin es va convertir en la primera dona a rebre el premi "Lyell Fund" de la Geological Society of London. No obstant això, un home necessitava acceptar l'honor en benefici d'ella, ja que la Societat Geològica de Londres no permetia que les dones anessin a les seves reunions en aquell moment.[10][11]
- 1893: Florence Bascom es va convertir en la segona dona a obtenir el seu doctorat en geologia als Estats Units, i la primera dona a rebre un doctorat a la Universitat Johns Hopkins.[12][13] Els geòlegs la consideren la "primera dona geòloga d'aquest país [Amèrica]".[14]
- 1896: Florence Bascom es va convertir en la primera dona a treballar per al United States Geological Survey.[15][16]
- 1901: Florence Bascom es va convertir en la primera geòloga que va presentar un article davant el Geological Survey of Washington.[17]
- 1907: la Geological Society of London va prendre la decisió d'admetre dones com a associades, amb la condició que es distingeixin com a investigadors geològics o que presentessin la seva pròpia investigació original.[18]
- 1909: Alice Wilson es va convertir en la primera dona geòloga contractada pel Geological Survey of Canada.[19][20] Es considera àmpliament la primera dona geòloga canadenca.[21]
- 1919: Les dones van poder ser per primera vegada membres de la Geological Society of London.[22][23] Margaret Crosfield es va convertir en la primera, a causa de la primacia alfabètica, de les vuit primeres dones a ser elegides Fellows de la Geological Society of London, el 21 de maig de 1919.[24]
- 1921: Ludmila Slavíková va ser nomenada cap del Departament de Mineralogia i Petrologia del Museu Nacional de Praga.[25]
- 1924: Florence Bascom es va convertir en la primera dona elegida per al Consell de la Geological Society of America.[17]
- 1936: Inge Lehmann va descobrir que la Terra té un nucli intern sòlid diferent del seu nucli exterior fos.[26]
- 1938: Alice Wilson es va convertir en la primera dona designada com a membre de la Royal Society of Canada.[21]
- 1942: la geòloga nord-americana Marguerite Williams es va convertir en la primera dona afroamericana a rebre un doctorat en geologia als Estats Units. Va completar el seu doctorat, titulat A History of Erosion in the Anacostia Drainage Basin, a la Universitat Catòlica d'Amèrica.[27][28]
- 1953: Alice Mary Weeks, i Mary E. Thompson del United States Geological Survey, van identificar Uranofana.[29]
- 1955: Moira Dunbar es va convertir en la primera dona glaciòloga a estudiar el gel marí d'un vaixell trencaglaç canadenc.[30][31]
- 1963: Elsa G. Vilmundardóttir va completar els seus estudis a la Universitat d'Estocolm i es va convertir en la primera dona geòloga islandesa.[32]
- 1966: Eileen Guppy es va convertir en la primera dona membre del personal del British Geological Survey a ser guardonada com a MBE.[33]
- 1967: Sue Arnold es va convertir en la primera dona del British Geological Survey que va anar a la mar en un vaixell d'investigació.[34]
- 1969: Beris Cox es va convertir en la primera paleontòloga al British Geological Survey.[34]
- 1971: Audrey Jackson es va convertir en la primera dona geòloga de camp del British Geological Survey.[34]
- 1975: les dones oficials del British Geological Survey ja no van haver de dimitir en casar-se.[34]
- 1977: es va fundar l'Association for Women Geoscientists.[3]
- 1980: La geoquímica Katsuko Saruhashi es va convertir en la primera dona escollida per al Consell Científic del Japó.[35]
- 1982: Janet Watson es va convertir en la primera dona presidenta de la Geological Society of London.[36]
- 1983: la geòloga Sudipta Sengupta (i la biòloga marina Aditi Pant) es va convertir en una de les dues primeres dones índies a unir-se a una expedició antàrtica.[37]
- 1991: Doris Malkin Curtis es va convertir en la primera dona presidenta de la Geological Society of America.[38]
- 1991: la geòloga índia Sudipta Sengupta es va convertir en la primera dona científica a rebre el Shanti Swarup Bhatnagar Prize for Science and Technology en la categoria de Ciències de la Terra.[39][40]
- 1995: es publica Karst in China: its Geomorphology and Environment de Marjorie Sweeting; va ser el primer relat occidental complet del karst de la Xina.[41][42]
- 1995: Jane Plant es va convertir en la primera dona directora adjunta del British Geological Survey.[34]
- 2010: Marcia McNutt es va convertir en la primera dona directora de l'United States Geological Survey.[43]
- 2014: Maureen Raymo es va convertir en la primera dona a rebre la Medalla Wollaston, el màxim guardó de la Geological Society of London.[44][45]
- 2016: La geofísica Marcia McNutt es va convertir en la primera dona presidenta de l'Acadèmia Nacional de Ciències nord-americana.[46]
- 2019: Karen Hanghøj es va convertir en la primera dona directora del British Geological Survey.[47]